# Enrico Baleri

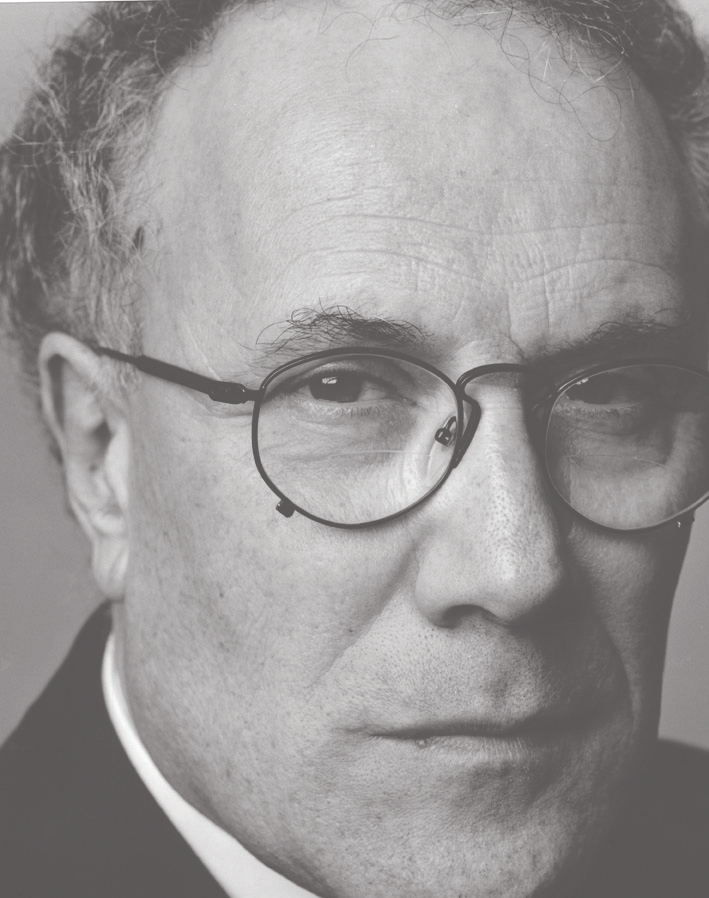
Enrico Baleri fotografato da Mauro Balletti

Enrico Baleri (Albino, 3 febbraio 1942 – Piazza Brembana, 5 maggio 2025) è stato un imprenditore, designer e progettista italiano.

## Biografia
Promotore di iniziative culturali nel mondo dell'Architettura, dell'Arte, del Disegno Industriale,  lavora a Bergamo nella sede del Centro Ricerche Enrico Baleri da lui fondato nel 2004.
Nel 1962 si iscrive alla Facoltà di Architettura del Politecnico di Milano, ma non arriverà a laurearsi mai. Nel 1965 incontra Dino Gavina, che lo convince, con la complicità di Marilisa Decimo, a aprire a Bergamo Baleri Designers, uno spazio per vendere collezioni d'arredo d'avanguardia. Segue nel 1972 la costituzione di Pluri, centro sperimentale di design nel quale, tra le altre cose, progetta apparecchi di illuminazione per Flos, contenitori per Gavina, tavoli per Knoll International.
Nel 1979 fonda Alias, con Carlo e Francesco Forcolini, nella quale svolge il ruolo di direttore artistico fino al 1983. Collabora con Giandomenico Belotti alla progettazione della Spaghetti Collection, dopo il successo della Spaghetti chair (esposta nella collezione permanente del MoMA di New York), con Vico Magistretti alla Collezione Broomstick e con Mario Botta ai suoi primi progetti di disegno industriale: sedie Prima e Seconda (MoMA di New York).
Nel 1984, sempre con Marilisa Decimo, inizia l'attività di Baleri Italia, società editrice di collezioni disegnate dallo stesso Enrico Baleri, dagli esordienti Philippe Starck, Hannes Wettstein, Luigi Baroli e dai maestri Hans Hollein, Alessandro Mendini, Riccardo Dalisi e Angelo Mangiarotti.
Nel 1989 fonda e presiede l'Associazione Casa Malaparte e nel 1994 il Comitato Italiano AALTO/Viipuri, con lo scopo di raccogliere fondi destinati al restauro di due capolavori dell'Architettura Moderna - Casa Malaparte a Capri e la Biblioteca di Viipuri, progetto del 1934 di Alvar Aalto in territorio russo - organizzando eventi culturali, convegni e seminari di architettura, di restauro e di disegno industriale.
Membro dell'International Committee of the Friends of the Viipuri Library, dal 1994 collabora attivamente con ADI Associazione per il Disegno Industriale e dal 2002 al 2006 è nel Consiglio di Amministrazione di ADI Fondazione.
Nel 2004 cede l'attività Baleri Italia al Gruppo Nino Cerruti per dedicarsi completamente, con il suo Centro Ricerche, alle attività di comunicazione, progettazione, grafica, web design e di organizzazione mostre e eventi legati al disegno industriale e all'architettura, collaborando con importanti istituzioni museali.
Nel 2009 gli è stata dedicata una mostra antologica, Il progetto discreto, organizzata da ASAV - Seriate, Bergamo.
Dal 2016 è attivo agitatore e animatore di Facebook, dove quotidianamente pubblica pensieri, riflessioni, amarcord, critiche affettuose e pungenti. 
Sue le pubblicazioni: “Alvar Aalto. La natura nell’uomo”, Cosmit; “Aalto Viipuri”, Abitare; “99Icone”, Lubrina Editore; “Giuro vol.1”, “Giuro vol. 2”, “Giuro vol. 3” e “Alla ricerca dei valori”, Silvana Editoriale; “Lassù tra gli Dei” edito da Il Sole 24 Ore Cultura, 42 profili di amici scomparsi del mondo del Design, dell’Architettura e dell’Arte e della Cultura fra cui Carlo Scarpa, Alessandro Mendini, Zaha Hadid, Ettore Sottsass, Rudolf Nureev. È stato coordinatore generale del volume “Milano Moderna” con fotografie di Basilico, Introini, Romano, Rosselli e Silva, editore Il Sole 24 Ore Cultura, pubblicato nel 2021. Nel novembre del 2023 pubblica “Sorrisi di donna” edito da Silvana Editoriale.
Il 26 novembre 2022 riceve un premio alla carriera in occasione della II edizione di “Al di là della visione” Film Festival di Architettura e Design di Afragola con la seguente motivazione: “ENRICO BALERI per il suo straordinario apporto al design italiano, confluendo più volte coi mondi del cinema e dell’editoria”. Premiato insieme a Toni Servillo e Carlo Alberto Pinelli, Ornella Muti madrina dell’evento, direzione artistica di Valerio Caprara. L’anno successivo lo stesso premio verrà assegnato a Pupi Avati, Laura Morante, Maurizio De Giovanni, Francesco Di Leva, Pilar Fogliati, Marina Confalone, Francesco Grisi, Teresa Saponangelo, Mimma Lovoi, Anna Pavignano.
L'11 novembre 2023 durante il Salone del Mobile di Bergamo riceve da Promoberg, attraverso l'Ordine degli Architetti di Bergamo, il Premio alla Carriera conferito direttamente dalle mani del Presidente Gianpaolo Gritti.

## Principali mostre
- Mostra Roberto Sambonet per Milano, Showroom Baleri Italia, Milano, 1992;
- Mostra Trent'anni dopo. L'avanguardia gestaltica degli anni sessanta, Showroom Baleri Italia, Milano, 1993;
- Mostra itinerante Alvar Aalto e la biblioteca di Viipuri, 1996;
- Mostra fotografica di architettura Milano Moderna, Palazzo della Triennale di Milano, 1996;
- Convegno Internazionale per il restauro della biblioteca di Viipuri di Alvar Aalto: I modi del restauro, Palazzo della Triennale di Milano, 1996;
- Mostra De Beers. Cinquant'anni di comunicazione, Galleria Manzoni, Milano, 1997;
- Mostra Alvar Aalto. La natura dell'uomo nel SaloneSatellite (Salone Internazionale del Mobile a Milano, 1998, dove sono stati presentati i progetti italiani di Alvar Aalto;
- Mostra itinerante Underwear, 1999, presentazione nelle principali città in Europa e negli Usa dei prodotti di Baleri Italia raccontati nel loro “intimo segreto”;
- Mostra itinerante Il Secolo della Scultura Italiana GAMeC, Bergamo, 1999;
- Mostra Dissonanze, 2006, collettiva di artisti contemporanei bergamaschi;
- Mostra itinerante 99 Icone. da Segno a sogno a favore di Cesvi Fondazione, organizzata a: Bergamo, GAMeC e Accademia Carrara (1º dicembre 2007 - 7 aprile 2008), Milano, Palazzo Reale (16 aprile – 5 maggio 2008), Brescia, Santa Giulia museo della città (8 maggio - 7 giugno 2009) e presso lo spazio Radici Casa (19 settembre – 26 ottobre 2009);
- Mostra Die Italienische Reise (Imm Cologne 2008, 14 - 21 gennaio 2008) organizzata in collaborazione con Koelnmesse GmbH e con il patrocino di ADI, testimonianza di comunione intellettuale tra un'opera di ingegno letterario il “Viaggio in Italia” di Goethe e il Premio Compasso d'oro;
- Mostra ballo+ballo. Il linguaggio dell'oggetto attraverso le fotografie di Aldo Ballo e Marirosa Toscani Ballo al PAC Padiglione d'Arte Contemporanea di Milano (21 aprile - 7 giugno 2009);
- Mostra itinerante L'avanguardia gestaltica degli anni sessanta a Bergamo, Galleria del Tasso, 2010 e a Brescia, Kanalidarte - Galleria d'Arte Afra Canali, 2011;
- Progetto dedicato al tema dell'arredo urbano visto dagli studenti delle principali Università del territorio, realizzato in collaborazione con: Accademia Carrara di Belle Arti di Bergamo, Accademia del Lusso, Domus Academy, IED Istituto Europeo di Design, Poli.Design Politecnico di Milano, SPD Scuola Politecnica di Design con il patrocinio di: Comune di Bergamo, ADI, Fondazione ADI, Ordine degli Architetti della Provincia di Bergamo, Confindustria Bergamo.
Prima edizione: Arredare la città, Bergamo Arte Fiera e Urban Center di Bergamo, 2011
Seconda edizione: Luci della città, Bergamo Arte Fiera e Urban Center di Bergamo, 2012;
- Mostra ITALIA AMO dedicata al Made in Italy: Design, Moda, Car Design, Media di settore e Università hanno raccontato la realtà imprenditoriale italiana nel mondo rappresentata anche da un allestimento della Mostra 99 Icone. Il progetto è stato realizzato in collaborazione con la Municipalità di Hangzhou, il Western Lake Expo e China Tang Academy, Hangzhou, ottobre 2012.
- Mostra Sei+Sei Croci per Carisma, Fondazione Carisma, dicembre 2017

## Master e Workshop
- 2008 Un servo muto per Foppapedretti (maggio 2008) workshop presso il Politecnico di Milano – Poli.design.
- 2010 Master MIEID (settembre 2010) organizzato dal Politecnico di Milano - Poli.design in collaborazione con l'istituto - Beijing Lantao Culture.
- 2010 Workshop (24-28 maggio 2010) presso il Politecnico di Milano – Poli.design destinato alla progettazione di un prodotto per - confezionare, conservare, spedire e mostrare gli oggetti premiati e/o selezionati - con Il Compasso d'Oro.
- 2010 Workshop (28 giugno – 8 luglio 2010) presso il Centro Ricerche destinato alla formazione della figura di Designer Grafico rivolto agli studenti del Liceo Artistico Mattia Preti (Reggio Calabria).
- 2011 Art on chairs:International Design Competition ( novembre 2011) Porto, Portogallo presso - ESAD, membro della giuria e conferenza dal titolo A Cadeira e a Poética do Design.[6]
- 2012 Master MIEID (ottobre 2012) organizzato dal Politecnico di Milano Facoltà del Design in collaborazione con l'istituto Beijing Lantao Culture.
- 2013 Master MIEID (ottobre 2013) organizzato dal Politecnico di Milano Facoltà del Design in collaborazione con l'istituto Beijing Lantao Culture.
- 2014 Villa Pennisi in musica[7] (agosto 2014) tutor della sezione design alla Summer School di Villa Pennisi, un progetto multidisciplinar il cui è obiettivo è quello di costruire il perfetto concerto di musica classica all'aperto occupandosi delle sedute, dello spazio e del concerto.

## Design
- 1982 Mega collection per Knoll International
- 1984 specchio Pauline per Baleri Italia
- 1986 poltrona Bristol per Baleri Italia
- 1991 tavolo "Camillo" per Baleri Italia
- 1991 sedia Mimì per Baleri Italia
- 1993 maniglia Fedra per Kleis
- 1996 sedute Tatino, Tatone e Lunella per Baleri Italia
- 1996 mensola Bobilla per Baleri Italia
- 1996 lampada Iam Satis per Gloria Lux in Excelsis
- 2001 lampada Kroma per Gloria Lux in Excelsis